# Rośliny kwasolubne

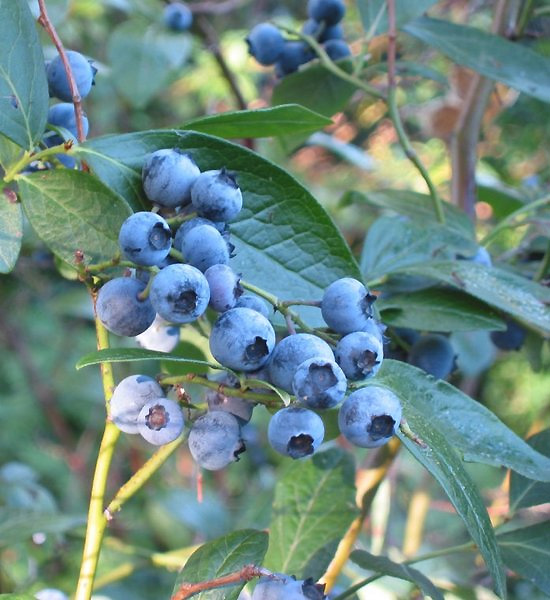
Wybitnie kwasolubną rośliną jest np. borówka amerykańska

Rośliny kwasolubne, acydofity, rośliny acydofilne – rośliny, które optymalne warunki do swojego rozwoju znajdują na podłożu kwaśnym, którego pH  jest znacznie poniżej 7. Stanowią grupę acydofitów. Do roślin kwasolubnych należą np. borówki, żurawiny, turzyce. W naszej florze acydofity związane są głównie z kwaśnymi torfowiskami (torfowce, turzyce), ubogimi, kwaśnymi siedliskami leśnymi (borówki), wrzosowiskami (np. wrzos) oraz ubogimi glebami (np. szczaw polny). 
Wśród roślin kwasolubnych wyróżnia się rośliny umiarkowanie kwasolubne i rośliny wybitnie kwasolubne. Wybitnie kwasolubne (np. bagno zwyczajne, wrzos zwyczajny, bażyna czarna) najlepiej rozwijają się w glebie o pH 3-5, umiarkowanie kwasolubne (np. wiązówka błotna, jesion wyniosły) przy pH 6-7. 